# Red Ants Rychenberg Winterthur
Die Red Ants Rychenberg Winterthur aus Winterthur sind der erfolgreichste Frauen-Unihockeyclub der Schweiz und spielen in der höchsten Schweizer Liga, der Lidl Unihockey Prime League. Sie wurden bisher 18× Schweizer Meister, gewannen 12× den Schweizer Cup und wurden 2005 Europacup-Sieger. Die Red Ants spielen ihre Heimspiele in der Sporthalle Oberseen.
Die Red Ants sind die ehemalige Damensektion des HC Rychenberg Winterthur und spalteten sich im Jahr 2000 vom Verein ab.

## Geschichte
Die Red Ants wurden 1986 als Damensektion des HC Rychenberg, eines der ersten Unihockeyclubs der Schweiz, gegründet. Bereits in der ersten Saison nach ihrer Gründung gewannen sie die Meisterschaft und konnten bis zu ihrer Loslösung vom Verein bis auf die Meisterschaft 1991 alle Meistertitel an sich nehmen. Dazu kamen sechs Cupsiege sowie drei Silber- und drei Bronzemedaillen am Europacup.
Im Jahr 2000 folgte dann die Ablösung vom Stammverein HC Rychenberg und Gründung eines eigenen Frauenvereins. Es folgten auch in der Folgezeit etliche weitere Titel die schliesslich ihren Höhepunkt 2005 mit dem Gewinn des Europa-Cups erreichten, der höchsten Auszeichnung für Unihockeyvereine in der Schweiz. Seit 2005 hat der Verein mit den Kloten-Dietlikon Jets (ehemals UHC Dietlikon) und piranha chur  starke Gegnerinnen in der Meisterschaft bekommen, spielt jedoch weiterhin an der Schweizer Spitze mit.
In der Saison 18/19 wurden die Red Ants Rychenberg, für die Nachwuchsarbeit bei den Juniorinnen U17A, als erstes Frauenteam, von swiss unihockey mit dem Nachwuchslabel ausgezeichnet. Die Auszeichnung konnte in den folgenden zwei Jahren wiederholt errungen werden. Red Ants Rychenberg Winterthur bietet Mädchen ab 5 Jahren die Möglichkeit auf jeder Stufe bis hin zur NLA Unihockey zu spielen.

## Kader Saison 2024/25
| Nr.           | Spielerin           | Jahrgang      | Nationalität     | Nati-Auswahl  | Ausleger      | im Verein seit | vormaliges Team                  |
| Torhüterinnen | Torhüterinnen       | Torhüterinnen | Torhüterinnen    | Torhüterinnen | Torhüterinnen | Torhüterinnen  | Torhüterinnen                    |
| ------------- | ------------------- | ------------- | ---------------- | ------------- | ------------- | -------------- | -------------------------------- |
| 1             | Charlotte Johnsrud  | 1999          | Norwegen         |               |               | 2024           | UH Appenzell                     |
| 72            | Marion Steiger      | 2002          | Schweiz          |               |               | 2019           | UHC Waldkirch-St. Gallen         |
| 98            | Lisa Isler          | 2006          | Schweiz          |               |               | 2016           | eigener Nachwuchs                |
| Verteidigerin |                     |               |                  |               |               |                |                                  |
| 4             | Jessica Smeds       | 2002          | Schweiz          |               | links         | 2004           | FB Riders DBR, eigener Nachwuchs |
| 8             | Janine Hohl         | 2000          | Schweiz          |               | links         | 2020           | UH Red Lions Frauenfeld          |
| 11            | Nadja Furrer        | 2001          | Schweiz          |               | links         | 2024           | Unihockey Bassersdorf Nürensdorf |
| 12            | Jill Wiedmer        | 2005          | Schweiz          |               | links         | 2023           | UHC Waldkirch-St. Gallen         |
| 18            | Annika Huter        | 2003          | Schweiz          |               | links         | 2024           | UHC Kloten-Dietlikon Jets        |
| 59            | Evelina Garbare     | 1990          | Lettland         | Lettland      | links         | 2017           | Wizards Bern Burgdorf            |
| Stürmerin     |                     |               |                  |               |               |                |                                  |
| 17            | Zoe Kläy            | 2007          | Schweiz          |               | rechts        | 2019           | eigener Nachwuchs                |
| 20            | Jil Looser          | 2003          | Schweiz          |               | links         | 2024           | UHC Kloten-Dietlikon Jets        |
| 21            | Alina Fritsche      | 2000          | Schweiz          |               | links         | 2022           | UH Appenzell                     |
| 27            | Lena Fleischlin     | 2005          | Schweiz          |               | links         | 2024           | FB Riders DBR                    |
| 33            | Sarina Bandschapp   | 2004          | Schweiz          |               | links         | 2014           | eigener Nachwuchs                |
| 41            | Meret Güttinger     | 2004          | Schweiz          |               | links         | 2024           | piranha chur                     |
| 79            | Tereza Hanzlíková   | 1998          | Tschechien       |               | links         | 2023           | Prag Tiger Start 98              |
| Allrounderin  |                     |               |                  |               |               |                |                                  |
| 3             | Damaris Weber       | 2002          | Schweiz          |               | links         | 2022           | UH Red Lions Frauenfeld          |
| 6             | Anna Habersatter    | 2003          | Schweiz Dänemark | Dänemark      | rechts        | 2014           | eigener Nachwuchs                |
| 13            | Dominique Schnetzer | 1998          | Schweiz Slowakei | Slowakei      | links         | 2018–20, 2022  | UH Red Lions Frauenfeld          |
| 23            | Selina Tanner       | 1997          | Schweiz          |               | links         | 2014–20, 2022  | UH Appenzell                     |
| 71            | Sophie Carbogno     | 2003          | Schweiz          |               | links         | 2022           | UHC Kloten-Dietlikon Jets        |

## Erfolge

### Als Damensektion des HC Rychenberg
- Schweizer Meister: 1987, 1988, 1989, 1991, 1992, 1993, 1994, 1995, 1996, 1997, 1998, 1999, 2000
- Cupsieger: 1987, 1991, 1993, 1998, 1999, 2000
- Silbermedaille beim Europa-Cup: 1994, 1998, 2000
- Bronzemedaille beim Europa-Cup: 1995, 1996, 1997

### Als Red Ants Rychenberg
- Schweizer Meister: 2001, 2002, 2004, 2005, 2011
- Cupsieger: 2001, 2004, 2005, 2010, 2011, 2012
- Europacupsieger: 2005
- Silbermedaille beim Europa-Cup: 2001, 2002, 2003
- Bronzemedaille beim Europa-Cup: 2006, 2010

## Bekannte und ausländische Ex-Spielerinnen von 1986 bis heute
- Regula Kindhauser (1986–2002)
- Monika Minder (1992)
- Annetta Steiner (1992–1998)
- Meria Maria Pitkänen (FIN, 1995–1996)
- Valerie Nad (–1999)
- Susan Brunner-Sägesser (–1999)
- Manuela Zürcher (1997–2000)
- Nicole Rieser (1998–2002)
- Johanna Breiding (1999–2002)
- Marisa Mazzarelli (–2002)
- Trix Roth (1996–2002)
- Margot Ulmer (–2002)
- Béatrice Trachsel (–2003)
- Natalie Stadelmann (2000–2003)
- Monika Zeugin
- Aurelia Pescador
- Steffi Buchli
- Sabine Forster (1995–2006)
- Petra Kundert (2002–2006, 2007–2009)
- Irène Tschümperlin (2003–2010)
- Julia Suter (2007–2010)
- Tanja Bühler (2009–2018)
- Nadia Cattaneo (2017–2018)
- Margrit Scheidegger (1999–2015, 2016–2018, 2019–2020)
- Alexandra Frick (2007–2020)
- Géraldine Rossier (2017–2020)
- Jael Koller (2013–2020)
- Esther Jeyabalasingam (2019–2021)
- Hana Koníčková (2023–2023)